# Dinastía Ganga Occidental
Ganga Occidental fue una importante dinastía gobernante de la antigua Karnataka en la India que duró aproximadamente desde el año 350 hasta el año 1000 d. C. Se los conoce como "Gangas Occidentales" para distinguirlos de la Gangas Orientales que en siglos posteriores gobernaron sobre Kalinga (la moderna Odisha y el norte de Andhra Pradesh). La creencia general es que los Gangas Occidentales comenzaron su gobierno durante una época en la que varios clanes nativos afirmaron su libertad debido al debilitamiento del imperio Pallava en la India meridional, un evento geopolítico a veces atribuido a las conquistas del sur de Samudragupta. La soberanía del Ganges occidental duró desde aproximadamente el año 350 hasta el 550 d. C., inicialmente gobernando desde Kolar y más tarde, trasladando su capital a Talakadu en las orillas del río Kaveri en el moderno distrito de Mysore.
Después del ascenso de la dinastía imperial Chalukya de Badami, los gangas aceptaron el señorío Chalukya y lucharon por la causa de sus señores supremos contra los pallavas de Kanchi. Los Chalukya fueron reemplazados por la dinastía Rashtrakuta de Manyakheta en el año 753 d. C. como potencia dominante en la Decán. Después de un siglo de lucha por la autonomía, los Ganges occidentales finalmente aceptaron el señorío de los Rashtrakuta y lucharon con éxito junto a ellos contra sus enemigos, la dinastía Chola de Tanjavur. A fines del siglo X, al norte del río Tungabhadra, los Rashtrakutas fueron reemplazados por el emergente Imperio chalukya de Occidente y la dinastía Chola vio renovado su poder al sur del río Kaveri. La derrota de los gangas occidentales por parte de los cholas alrededor del año 1000 resultó en el fin de la influencia del gangas sobre la región.
Aunque territorialmente es un reino pequeño, la contribución del Ganges occidental a la cultura y la literatura de la moderna región del sur de Karnataka se considera importante. Los reyes del Ganges occidental mostraron una tolerancia benévola hacia todas las religiones, pero son más famosos por su patrocinio hacia el jainismo, lo que resultó en la construcción de monumentos en lugares como Shravanabelagola y Kambadahalli. Los reyes de esta dinastía fomentaron las bellas artes, gracias a lo cual floreció la literatura en canarés y sánscrito. El escrito de Chavundaraya, Chavundaraya Purana, del año 978 d. C., es una obra importante en prosa en kannada. Se escribieron muchos clásicos sobre diversos temas, desde la religión hasta el manejo de los elefantes.

## Historia
Son múltiples las hipótesis sobre los orígenes de la dinastía Ganga Occidental que han sido propuestas. Mientras inscripciones jainistas apuntan sobre un origen del norte, son generalmente consideradas míticas, historiadores continúan debatiendo si los primeros componentes del clan (anterior a la subida al poder en el siglo IV), son nativos de los distritos del sur de la actual región de Karnataka, la región de Kongu en el actual Tamil Nadu o los distritos del sur de la actual Andhra Pradesh. Independientemente de su origen, los historiadores afirman que la dinastía Ganga aprovechó la confusión generada en el sur de la india debido a la invasión del rey Samudragupta antes del 350 d. C. para establecer su propio reino.
Aunque territorialmente formaran un pequeño reino, la contribución Ganga Occidental de organización política, la cultura y la literatura de la región de Karnataka al sur moderna se considera importante. Los reyes ganga occidentales mostraron tolerancia benevolente a todas las religiones, pero son más famosos por su patrocinio hacia el jainismo como resultado la construcción de monumentos en lugares como Shravanabelagola y Kambadahalli. Los reyes de esta dinastía anima las bellas artes, debido a que la literatura en canarés y el sánscrito florecieron. La escritura de chavundaraya, Chavundaraya Purana de 978 d. C., es una obra importante en kannada prosa. Muchos clásicos fueron escritos sobre diversos temas que van desde la religión a la gestión de elefante.
El mandato de la dinastía Ganga Occidental se divide en tres periodos. El primer rey de la dinastía fue Samudragupta, que instaló la capital en Kolar hacia el 350 d. C. y reinó durante veinte años. 
En la época de Harivarma en 390, los gangas habían consolidado su reino con Talakad como su capital. Su traslado desde la antigua capital Kolar puede haber sido estratégico con la intención de contener el creciente poder de la dinastía Kadamba. Para el año 430 habían consolidado sus territorios orientales que comprendían los modernos distritos de Bangalore, Kolar y Tumkur y para el año 470 habían obtenido el control de la región de Kongu en el moderno Tamil Nadu, Sendraka (modernas Chikkamagaluru y Belur), Punnata y Pannada (que comprenden las modernas Heggadadevanakote y Nanjangud) en el moderno Karnataka. En 529, el rey Durvinita ascendió al trono después de librar una guerra con su hermano menor, que era favorecido por su padre, el rey Avinita. Algunos relatos sugieren que en esta lucha de poder, los Pallavas de Kanchi apoyaron la elección del heredero de Avinita y el rey Badami Chalukya Vijayaditya apoyó a su suegro, Durvinita. De las inscripciones se sabe que estas batallas se libraron en las regiones de Tondaimandalam y Kongu (norte de Tamil Nadu), lo que llevó a los historiadores a sugerir que Durvinita luchó contra los pallavas con éxito. Considerado el más exitoso de los reyes del Ganges, Durvinita era un experto en artes como la música, la danza, ayurveda y la domesticación de elefantes salvajes. Algunas inscripciones le cantan himnos comparándolo con Yudhishthira y Manu, figuras de la mitología hindú conocidas por su sabiduría y justicia.
Políticamente, los Gangas eran feudatarios y aliados cercanos que también compartían relaciones matrimoniales con los Chalukyas. Esto está atestiguado por inscripciones que describen sus campañas conjuntas contra su archienemigo, los Pallavas de Kanchi. A partir del año 725, los territorios Gangavadi pasaron a llamarse "Gangavadi-96000" (Shannavati Sahasra Vishaya) que comprende las provincias oriental y occidental del sur de Karnataka moderno. El rey Sripurusha luchó con éxito contra el rey Pallava Nandivarman Pallavamalla, poniendo a Penkulikottai en el norte de Arcot bajo su control temporalmente, por lo que se ganó el título de Permanadi. Una disputa con los pandyas de Madurai por el control de la región de Kongu terminó en una derrota del Ganges, pero un matrimonio entre una princesa del gangas y el hijo de Rajasimha Pandya trajo la paz ayudando a los Ganges a retener el control sobre la región en disputa.

### Libros
- Adiga, Malini (2006) [2006]. The Making of Southern Karnataka: Society, Polity and Culture in the early medieval period, AD 400–1030. Chennai: Orient Longman. ISBN 81-250-2912-5.
- Altekar, Anant Sadashiv (1934) [1934]. The Rashtrakutas And Their Times; being a political, administrative, religious, social, economic and literary history of the Deccan during C. 750 A.D. to C. 1000 A.D. Poona: Oriental Book Agency. OCLC 3793499.
- Chopra, Ravindran, Subrahmanian, P.N., T.K., N. (2003) [1979]. History of South India (Ancient, Medieval and Modern) Part I. New Delhi: Chand publications. ISBN 81-219-0153-7.
- Kamath, Suryanath U. (2001) [1980]. A concise history of Karnataka : from pre-historic times to the present. Bangalore: Jupiter books. LCCN 80905179. OCLC 7796041.
- Karmarkar, A.P. (1947) [1947]. Cultural history of Karnataka : ancient and medieval. Dharwar: Karnataka Vidyavardhaka Sangha. OCLC 8221605.
- Keay, John (2000) [2000]. India: A History. New York: Grove Publications. ISBN 0-8021-3797-0.
- Narasimhacharya, R (1988) [1988]. History of Kannada Literature. New Delhi, Madras: Asian Educational Services. ISBN 81-206-0303-6.
- Prabhu, Govindaraya S (2009). The Nolambas Coinage and History. Govindraya Prabhu S. ISBN 978-81-8465-141-6.
- Ramesh, K.V. (1984) [1984]. Chalukyas of Vatapi. Delhi: Agam Kala Prakashan. LCCN 84900575. OCLC 13869730. OL 3007052M.
- Sarma, I.K. (1992) [1992]. Temples of the Gangas of Karnataka. New Delhi: Archaeological Survey of India. ISBN 0-19-560686-8.
- Sastri, Nilakanta K.A. (2002) [1955]. A history of South India from prehistoric times to the fall of Vijayanagar. New Delhi: Indian Branch, Oxford University Press. ISBN 0-19-560686-8.
- Thapar, Romila (2003) [2003]. Penguin History of Early India: From origins to AD 1300. New Delhi: Penguin. ISBN 0-14-302989-4.